# كلية غولدبلات
كلية غولدبلات (بالإنجليزية: Goldblatt kidney)‏ هي كلية مغلقة الدورة الدموية مما يؤدي إلى حدوث ارتفاع في ضغط الدم، ويحدث هذا الاعتلال الكلوي نتيجةً لتَضيق الشريان الكلوي مما يؤدي إلى حدوث نقص في التروية، كما يتم إفراز إنزيم رينين والذي يسبب ارتفاع ضغط الدم.